# Jérôme Pineau

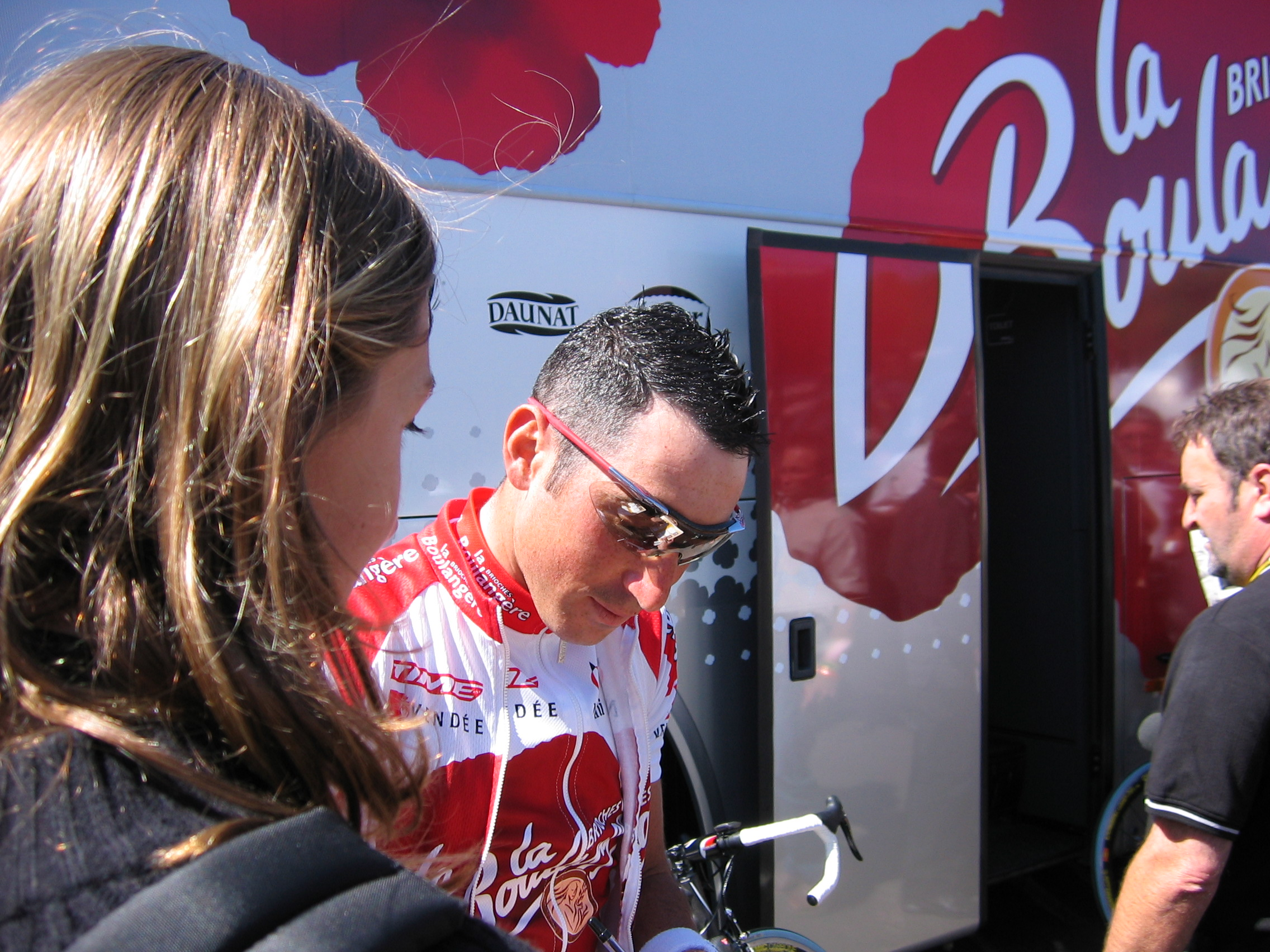
Pineau durante a Volta à França 2004

Jérôme Pineau (n. 2 de janeiro, 1980 em Mont-Saint-Aignan) é um ciclista profissional francês que participa em competições de ciclismo de estrada. Nos Jogos Olímpicos de Verão de 2008, Pineau terminou em décimo terceiro na prova de estrada individual.